# 禁止和立即行动消除最恶劣形式的童工劳动公约
禁止和立即行动消除最恶劣形式的童工劳动公约（英語：Convention concerning the Prohibition and Immediate Action for the Elimination of the Worst Forms of Child Labour），又称1999年禁止和立即行动消除最恶劣形式的童工劳动公约或1999年最恶劣形式的童工劳动公约（英語：Worst Forms of Child Labour Convention, 1999），是1999年6月17日第87届国际劳工大会通过的一项公约，是国际劳工组织第182号公约(C182)，于2000年11月19日生效。该公约是国际劳工组织8个基础公约之一。继汤加王国批准之后，国际劳工组织全部187个成员国都已批准了该公约，使得该公约成为该组织历史上第一个获得全部成员国批准的公约，也是该组织历史上最快获批的公约。

## 背景
国立劳工组织大会忆及《儿童权利公约》等相关公约及其通过的相关决议；考虑到需要为禁止和立即行动消除最恶劣形式的童工劳动通过新的文书，以便补充《1973年准予就业最低年龄公约和建议书》；考虑到为此目的既要关注免费基础教育的重要性，又要关注需要使有关儿童脱离所有此类工作以及为其康复和社会融合提供援助，还要同时解决其家庭需要问题；认识到童工劳动在很大程度上是由贫困造成的；决定采纳相关提议，制订该公约。

## 内容
公约中的“儿童”指18岁以下所有人员，“最恶劣形式的童工劳动”包括：
1. 所有形式的奴隶制或类似奴隶制的作法，如：
  1. 出售和贩卖儿童，
  2. 债务劳役和奴役，
  3. 强迫或强制劳动；
2. 使用、招收或提供儿童卖淫、生产色情制品或进行色情表演；
3. 使用、招收或提供儿童从事非法活动，特别是生产贩卖毒品；
4. 在可能对儿童有伤害性的环境中工作。

公约规定缔约国应制定实施行动计划，作为优先目标以消除最低劣形式的童工劳动。规定缔约国应保证有效实施和强制执行公约各条款，并应指定主管当局负责实施。

## 建议书
国际劳工大会第87届会议同时通过了《关于禁止和立即行动消除最有害的童工形式建议书》，即第190号建议书（R190），作为公约的补充。建议书规划了行动计划，旨在：
1. 查明和谴责最有害的童工形式；
2. 防止雇用儿童从事最有害的童工形式工作，或是使其从中脱离， 保护他们免遭报复，并通过解决其教育、身体和心理需求的措施， 为其提供康复和与社会结合；
3. 特别重视幼年儿童，女孩， 女孩有特殊危险的隐蔽工作场所的问题，和特别易受伤害或有特殊需求的其他儿童群体；
4. 查明、接触有儿童处于特殊危险境地的社区，并同这些社区共同 工作；
5. 告知、警觉和动员公众舆论和有关群体，包括儿童及其家庭。

建议书还对确定、查明有危害工作，和具体实施做了补充。

## 童工问题情况现状
据国际劳工组织统计，在从公约签署至今，各国已做努力使得童工使用数据从2000年的2.46亿降低到2016年的1.52亿。但是由于这些儿童中有一半从事属于最恶劣形式之童工劳动中的危险工作，该组织认为这个数据仍然非常高，而2019冠状病毒病的肆虐可能会使过去的努力付之东流。